# Dennis Hopper
Dennis Lee Hopper (Dodge City, Kansas, 1936. május 17. – Venice, Kalifornia, 2010. május 29.) amerikai színész, rendező, író, fotós.

## Élete
Dodge Cityből származott, a családjával a második világháború után a Missouri állambeli Kansas Cityben költözött, ahol a város Művészeti Intézetének óráit látogatta. Középiskolai tanulmányait San Diegóban végezte, itt ragadta magával a színjátszás világa is. Ugyanitt az Old Globe Színházi Főiskola hallgatója volt, majd a Lee Strasberg Actors' Studio tanulója volt. Barátságot kötött Vincent Price-szal, és különösen nagy rajongójává vált William Shakespeare műveinek.

## Magánélete
1961 és 1969 között Brooke Hayward volt a felesége. 1970-ben Michelle Phillipsszel élt együtt. Harmadik felesége Daria Halprin volt, vele 1972-től 1976-ig élt. 1989-ben feleségül vette Katherine LaNasát, akitől három évvel később elvált. Utolsó feleségével, Victoria Duffyval 1996 óta voltak házasok.

## Filmográfia

### Film
Filmrendező és forgatókönyvíró
| Év   | Magyar cím                      | Eredeti cím          | Feladatkör       | Feladatkör        | Megjegyzések                 |
| Év   | Magyar cím                      | Eredeti cím          | Rendező          | Író               | Megjegyzések                 |
| ---- | ------------------------------- | -------------------- | ---------------- | ----------------- | ---------------------------- |
| 1967 | Az utazás                       | The Trip             | 2nd unit rendező | Nem               | stáblistán nincs feltüntetve |
| 1969 | Szelíd motorosok                | Easy Rider           | Igen             | Igen              |                              |
| 1971 |                                 | The American Dreamer | Nem              | Igen              | dokumentumfilm               |
| 1971 | Az utolsó mozifilm              | The Last Movie       | Igen             | Sztori            | vágó                         |
| 1980 |                                 | Out of the Blue      | Igen             | Nincs feltüntetve |                              |
| 1988 | Színek                          | Colors               | Igen             | Nem               |                              |
| 1990 | A szemtanú nyomában (Csapdában) | Catchfire            | Igen             | Nem               | Alan Smithee néven           |
| 1990 | Forró nyomon                    | The Hot Spot         | Igen             | Nem               |                              |
| 1994 | Díszkíséret                     | Chasers              | Igen             | Nem               |                              |
| 2000 |                                 | Homeless             | Igen             | Nem               | rövidfilm                    |

Filmszínész
| Év                                                     | Magyar cím                                        | Eredeti cím                       | Szerep                        | Magyar hang                    |
| ------------------------------------------------------ | ------------------------------------------------- | --------------------------------- | ----------------------------- | ------------------------------ |
| 1955                                                   | Haragban a világgal                               | Rebel Without a Cause             | Goon                          |                                |
| 1955                                                   |                                                   | I Died a Thousand Times           | Joe (stáblistán nem szerepel) |                                |
| 1956                                                   | Az óriás                                          | Giant                             | Jordan Benedict III           | Dózsa Zoltán                   |
| 1957                                                   | Újra szól a hatlövetű                             | Gunfight at the O.K. Corral       | Billy Clanton                 | Fekete Zoltán                  |
| 1957                                                   |                                                   | The Story of Mankind              | Napóleon                      |                                |
| 1957                                                   | Szajonara                                         | Sayonara                          | katonai rendőr (hangja)       |                                |
| 1958                                                   |                                                   | From Hell to Texas                | Tom Boyd                      |                                |
| 1959                                                   |                                                   | The Young Land                    | Hatfield Carnes               |                                |
| 1960                                                   |                                                   | Key Witness                       | William "Cowboy" Tomkins      |                                |
| 1961                                                   |                                                   | Night Tide                        | Johnny Drake                  |                                |
| 1965                                                   | A négy mesterlövész                               | The Sons of Katie Elder           | Dave Hastings                 | Holl Nándor                    |
| 1966                                                   |                                                   | Queen of Blood                    | Paul Grant                    |                                |
| 1967                                                   | Az utazás                                         | The Trip                          | Max                           |                                |
| 1967                                                   | Bilincs és mosoly                                 | Cool Hand Luke                    | Babalugats                    |                                |
| 1967                                                   | Becsület Tiprók                                   | The Glory Stompers                | Chino                         |                                |
| 1968                                                   |                                                   | Panic in the City                 | Goff                          |                                |
| 1968                                                   | Akasszátok őket magasra                           | Hang 'Em High                     | The Prophet                   |                                |
| 1968                                                   |                                                   | Head                              | hosszúhajú srác (statiszta)   |                                |
| 1968                                                   | Szelíd motorosok                                  | Easy Rider                        | Billy                         | Gáspár Sándor                  |
| 1968                                                   | Szelíd motorosok                                  | Easy Rider                        | Billy                         | Dolmány Attila                 |
| 1969                                                   | A félszemű seriff                                 | True Grit                         | Moon                          | Sörös Sándor                   |
| 1971                                                   |                                                   | The Last Movie                    | Kansas                        |                                |
| 1972                                                   |                                                   | Crush Proof                       | önmaga (cameo)                |                                |
| 1973                                                   |                                                   | Kid Blue                          | Bickford Waner                |                                |
| 1976                                                   |                                                   | Mad Dog Morgan                    | Daniel Morgan                 |                                |
| 1977                                                   | Sínek a semmibe                                   | Tracks                            | Jack Falen őrmester           |                                |
| 1977                                                   | Az amerikai barát                                 | Der amerikanische Freund          | Tom Ripley                    |                                |
| 1977                                                   |                                                   | Les apprentis sorciers            | kém                           |                                |
| 1978                                                   |                                                   | Couleur chair                     | Mel                           |                                |
| 1978                                                   | A világ rendje és biztonsága                      | CIA contro KGB                    | Medford                       |                                |
| 1979                                                   | Apokalipszis most                                 | Apocalypse Now                    | fotóriporter                  | Sörös Sándor                   |
| 1979                                                   |                                                   | Las flores del vicio              | Chicken                       |                                |
| 1980                                                   |                                                   | Out of the Blue                   | Don                           |                                |
| 1981                                                   |                                                   | King of the Mountain              | Cal                           |                                |
| 1982                                                   |                                                   | Human Highway                     | Cracker                       |                                |
| 1983                                                   | Rablóhal                                          | Rumble Fish                       | apa                           | Koroknay Géza                  |
| 1983                                                   | Az Osterman hétvége                               | The Osterman Weekend              | Richard Tremayne              | Pathó István                   |
| 1983                                                   |                                                   | White Star                        | Kenneth Barlow                |                                |
| 1984                                                   | A középjátékos                                    | The Inside Man                    | Miller                        |                                |
| 1985                                                   | O. C. és Stiggs                                   | O.C. and Stiggs                   | Sponson                       | Jakab Csaba                    |
| 1985                                                   | Az én kis kísérletem                              | My Science Project                | Bob Roberts                   |                                |
| 1985                                                   |                                                   | Running Out of Luck               | rendező                       |                                |
| 1986                                                   |                                                   | The American Way                  | százados                      |                                |
| 1986                                                   | A texasi láncfűrészes mészárlás 2. – Halálbarlang | The Texas Chainsaw Massacre 2     | 'Lefty' Enright hadnagy       | Perlaki István                 |
| 1986                                                   | Féktelen folyó                                    | River's Edge                      | Feck                          | Szersén Gyula                  |
| 1986                                                   | Kék bársony                                       | Blue Velvet                       | Frank Booth                   | Kőszegi Ákos                   |
| 1986                                                   | A legjobb dobás                                   | Hoosiers                          | Shooter                       | Versényi László                |
| 1986                                                   | A legjobb dobás                                   | Hoosiers                          | Shooter                       | Breyer Zoltán                  |
| 1987                                                   | Fekete özvegy                                     | Black Widow                       | Ben Dumers                    | Pataki Imre                    |
| 1987                                                   | Egyenesen a pokolba                               | Straight to Hell                  | I.G. Farben                   | Dimulász Miklós                |
| 1987                                                   | A nővadász                                        | The Pick-up Artist                | Flash Jensen                  | Barbinek Péter                 |
| 1987                                                   | A nővadász                                        | The Pick-up Artist                | Flash Jensen                  | Reisenbüchler Sándor           |
| 1989                                                   | Vörös nap                                         | Blood Red                         | William Bradford Berrigan     | Rosta Sándor                   |
| 1989                                                   | Vörös nap                                         | Blood Red                         | William Bradford Berrigan     | Pálfai Péter                   |
| 1989                                                   | Vörös nap                                         | Blood Red                         | William Bradford Berrigan     | Barbinek Péter                 |
| 1989                                                   | Az őrület fészke                                  | Chattahoochee                     | Walker Benson                 | Kristóf Tibor                  |
| 1989                                                   | Az őrület fészke                                  | Chattahoochee                     | Walker Benson                 | Reviczky Gábor                 |
| 1989                                                   | Az őrület fészke                                  | Chattahoochee                     | Walker Benson                 | Bolla Róbert                   |
| 1990                                                   | Szolid motorosok                                  | Flashback                         | Huey Walker                   | Tordy Géza                     |
| 1990                                                   | Szolid motorosok                                  | Flashback                         | Huey Walker                   | Kőszegi Ákos                   |
| 1990                                                   | A szemtanú nyomában                               | Catchfire                         | Milo                          | Szersén Gyula                  |
| 1991                                                   | Indián vér                                        | The Indian Runner                 | Caesar                        | Kardos Gábor                   |
| 1991                                                   |                                                   | Eye of the Storm                  | Marvin Gladstone              |                                |
| 1992                                                   | Az éjszaka hevében                                | Sunset Heat                       | Carl Madson                   | Csankó Zoltán                  |
| 1993                                                   | Forráspont                                        | Boiling Point                     | Rudolph 'Red' Diamond         | Barbinek Péter                 |
| Red Rock West – Amikor egy bérgyilkos is több a soknál | Red Rock West                                     | Lyle Dallasból                    | Tolnai Miklós                 |                                |
| Super Mario Brothers                                   | Super Mario Bros.                                 | Koopa király                      | Harsányi Gábor                |                                |
| Tiszta románc                                          | True Romance                                      | Clifford Worley                   | Gruber Hugó                   |                                |
| Tiszta románc                                          | True Romance                                      | Clifford Worley                   | Szersén Gyula                 |                                |
| 1994                                                   | Díszkíséret                                       | Chasers                           | Doggie                        | Breyer Zoltán                  |
| 1994                                                   | Féktelenül                                        | Speed                             | Howard Payne                  | Sinkó László                   |
| 1995                                                   | Kutass és rombolj                                 | Search and Destroy                | Dr. Luther Waxling            | Ujréti László                  |
| 1995                                                   | Waterworld – Vízivilág                            | Waterworld                        | Káplán                        | Szilágyi Tibor (1-2. szinkron) |
| 1995                                                   | Waterworld – Vízivilág                            | Waterworld                        | Káplán                        | Berzsenyi Zoltán (3. szinkron) |
| 1996                                                   | Elsodorva                                         | Carried Away                      | Joseph Svenden                |                                |
| 1996                                                   | A graffiti királya                                | Basquiat                          | Bruno Bischofberger           | Szersén Gyula                  |
| 1996                                                   | Űrkamionosok                                      | Space Truckers                    | John Canyon                   |                                |
| 1996                                                   | Frankie, a légy                                   | The Last Days of Frankie the Fly  | Frankie                       | Barbinek Péter                 |
| 1997                                                   | Filmszakadás                                      | The Blackout                      | Mickey Wayne                  | Tordy Géza                     |
| 1997                                                   | Fönn a csúcson                                    | Top of the World                  | Charles Atlas                 | Papp János                     |
| 1997                                                   | Nincs tovább                                      | Road Ends                         | Ben Gilchrist seriff          |                                |
| 1997                                                   |                                                   | The Good Life (kiadatlan film)    | Mr. B                         |                                |
| 1997                                                   |                                                   | Cannes Man                        | önmaga (cameo)                |                                |
| 1998                                                   | Ökörikrek                                         | Meet the Deedles                  | Frank Slater                  | Tolnai Miklós                  |
| 1998                                                   | Isten hozta Hollywoodban                          | Welcome to Hollywood              | önmaga (cameo)                |                                |
| 1999                                                   | Tycus – A halál üstököse                          | Tycus                             | Peter Crawford                | Szersén Gyula                  |
| 1999                                                   | Ed TV                                             | EDtv                              | Henry 'Hank' Pekurny          | Szersén Gyula                  |
| 1999                                                   | Az orvlövész                                      | Straight Shooter                  | Frank Hector                  | Rajhona Ádám                   |
| 1999                                                   | Az élet kalandja                                  | Jesus' Son                        | Bill                          |                                |
| 1999                                                   |                                                   | The Venice Project                | Roland / Salvatore            |                                |
| 1999                                                   | A bűn városa                                      | Bad City Blues                    | Cleveland Carter              |                                |
| 2000                                                   |                                                   | The Apostate                      | Lewis Garou                   |                                |
| 2000                                                   | A víz elmos minden nyomot                         | The Spreading Ground              | Ed DeLongpre nyomozó          | Tordy Géza                     |
| 2000                                                   | Lured Innocence                                   | Rick Chambers                     |                               |                                |
| 2000                                                   | A próféta-játék                                   | The Prophet's Game                | Vincent Swan                  | Barbinek Péter                 |
| 2000                                                   | Nyomd a lóvét!                                    | Luck of the Draw                  | Giani Ponti                   | Szersén Gyula                  |
| 2000                                                   | Nyomd a lóvét!                                    | Luck of the Draw                  | Giani Ponti                   | Dobos Imre                     |
| 2000                                                   | A túszok ára                                      | Held for Ransom                   | JD                            | Tordy Géza                     |
| 2001                                                   | Másodpercekre a haláltól                          | Ticker                            | Alex Swan                     | Gruber Hugó                    |
| 2001                                                   | Fojtogató (Bűnbe fojtva)                          | Choke                             | Henry Clark                   | Barbinek Péter                 |
| 2001                                                   | Keménykötésűek                                    | Knockaround Guys                  | Benny Chains                  | Barbinek Péter                 |
| 2001                                                   | Zsarubanda                                        | L.A.P.D.: To Protect and to Serve | Elsworth százados             | Forgács Gábor                  |
| 2002                                                   | Ördögien veszélyes                                | Unspeakable                       | Earl Blakely börtönigazgató   |                                |
| 2002                                                   |                                                   | Leo                               | Horace                        |                                |
| 2002                                                   | Fegyverek dallama                                 | The Piano Player                  | Robert Nile                   |                                |
| 2003                                                   | Szikrázó éjszaka (Nesze neked, Frankie)           | The Night We Called It a Day      | Frank Sinatra                 | Barbinek Péter                 |
| 2004                                                   | Tolvajszezon                                      | Out of Season                     | Harry Barlow                  | Reviczky Gábor                 |
| Fogvatartva                                            | The Keeper                                        | Krebs                             | Barbinek Péter                |                                |
| 2005                                                   | Americano                                         | Americano                         | Riccardo                      | Barbinek Péter                 |
| 2005                                                   | A kilencek háza                                   | House of 9                        | Duffy atya                    |                                |
| 2005                                                   | A holló 4. – Gonosz ima                           | The Crow: Wicked Prayer           | El Niño                       | Reviczky Gábor                 |
| 2005                                                   | Holtak földje                                     | Land of the Dead                  | Kaufman                       | Szersén Gyula                  |
| 2006                                                   | Rémségek völgye                                   | Hoboken Hollow                    | Greer seriff                  | Reviczky Gábor                 |
| 2006                                                   | Véres utcák                                       | 10th & Wolf                       | Matty Matello                 | Rudas István                   |
| 2006                                                   | Emlékek                                           | Memory                            | Max Lichtenstein              | Barbinek Péter                 |
| 2008                                                   | Alvajárók                                         | Sleepwalking                      | Mr. Reedy                     | Szersén Gyula                  |
| 2008                                                   | Hell Ride – Pokoljárás                            | Hell Ride                         | Eddie Zero                    | Szersén Gyula                  |
| 2008                                                   | Elégia                                            | Elegy                             | George O'Hearn                | Szokolay Ottó                  |
| 2008                                                   | A döntő szavazat                                  | Swing Vote                        | Donald Greenleaf              | Szersén Gyula                  |
| 2008                                                   | A döntő szavazat                                  | Swing Vote                        | Donald Greenleaf              | Ujréti László                  |
| 2008                                                   | Halál Palermóban                                  | Palermo Shooting                  | Frank                         | Papp János                     |
| 2008                                                   | Amerikai ének                                     | An American Carol                 | A bíró                        | Garamszegi Gábor               |
| 2010                                                   | Alfa és Omega                                     | Alpha and Omega                   | Tony (hangja)                 | Forgács Gábor                  |
| 2016                                                   |                                                   | The Last Film Festival            | Nick Twain                    |                                |
| 2018                                                   | A szél másik oldala                               | The Other Side of the Wind        | önmaga                        | Cameo Released posthumously    |

## Elismerések, díjak
Kétszer jelölték Oscar-díjra, de egyszer sem kapta meg.
Először a Szelíd motorosok forgatókönyvéért, majd 1987-ben „a legjobb férfi mellékszereplő” kategóriában A legjobb dobás című sportdrámáért.
Két rendezése is részt vett a cannes-i fesztivál versenyében, a Szelíd motorosok, amely elnyerte „a legjobb első film díját”, és az 1980-as Out of the Blue. Egyszer az Arany Málna díjat is megkapta, a Waterworld-ért, amit úgy értékeltek, mint „a legrosszabb alakítás a férfi mellékszereplők kategóriájában”.